# 홍명보 어린이 축구교실
홍명보 어린이 축구교실은 홍명보장학재단이 운영하는 축구단으로 FC MB라는 이름으로 활동하는 경기도 수원시에 위치한 under-12 형태의 유소년 축구단이다.

## 참고 자료
- 수원MB 정재곤 감독' "기술적인 부분은 모든 면에 걸쳐 지도"
- 수원MB 정재곤 감독' “우리의 강점은 수비조직력”